# بحصاص
بحصاص هي قرية لبنانية من قرى قضاء الكورة في محافظة الشمال.